# Бад Штебен
Бад Штебен (њем. Bad Steben) град је у њемачкој савезној држави Баварска. Једно је од 27 општинских средишта округа Хоф. Према процјени из 2010. у граду је живјело 3.540 становника. Посједује регионалну шифру (AGS) 9475112.

## Географски и демографски подаци
Бад Штебен се налази у савезној држави Баварска у округу Хоф. Град се налази на надморској висини од 578 метара. Површина општине износи 25,8 km². У самом граду је, према процјени из 2010. године, живјело 3.540 становника. Просјечна густина становништва износи 137 становника/km².